# ЗЖБИ-4 (Новосибирск)
ЗЖБИ-4 — российский завод, расположенный в Дзержинском районе Новосибирска. Основан в 1960 году. Одно из крупнейших предприятий Новосибирской области по производству железобетонных изделий.

## История
Строительство предприятия началось в 1951 году.
В 1960 году завод был введён в эксплуатацию.
В советский период завод железобетонных изделий был в ведении правительственных структур строительной индустрии СССР.

## Производство
Основной продукцией завода были бетон (мелкозернистый, тяжёлый, щелочностойкий, кислостойкий, гидротехнический, дорожный), сборный бетон (безнапорные трубы, элементы теплотрасс и фундаментов, плиты пустотного настила), добавки для производства растворов и бетона, штукатурные и кладочные растворы.
ЗЖБИ-4 поставлял французской компании «Спи-Батиноль» бетон и сваи, турецкой компании «Менсель» — плиты пустотелого настила и некоторую другую продукцию, «Главболгарстрою» — бетон для постройки жилых домов, Новосибирскому заводу химконцентратов — бетон для сооружения хранилища литиесодержащих веществ.

## Пикеты против деятельности завода
В 2014 году в Новосибирске прошла серия пикетов за перенос предприятия из Дзержинского района за городскую черту. Участники акции требовали от властей Новосибирска организации общественной комиссии для контроля над работой ЗЖБИ-4. Директор предприятия и депутат законодательного собрания Новосибирской области Николай Мочалин обвинил тогда организаторов пикета в «политическом заказе» и высказал мнение, что протестные акции связаны с его депутатской деятельностью, также руководитель предположил, что пикеты были организованы одной строительной фирмой — по просьбе местных жителей депутат заморозил постройку этой компанией домов на улице Кошурникова. Роспотребнадзор выписал заводу административный штраф и выдал предписание об устранении всех нарушений.

## Руководство
- Б. Н. Войнов (1951—1953)
- Г. М. Дымонт (1953—1955)
- А. Х. Шир (1955—1958)
- А. В. Храмов (1958—1963)
- М. А. Хохлов (1963—1965)
- Л. Б. Гробовик (1965—1966)
- Р. П. Костоглодов (1966—1969)
- М. Н. Передин (1969—1972)
- В. А. Чиркин (1971)
- Г. Б. Фельдман (1972—1976)
- В. З. Куприн (1976—1980)
- В. А. Синьков (1980—1982)
- Н. И. Стекленев (1982—1984)
- С. Г. Копылов (1984—1994)
- Н. А. Мочалин (с 1994)[1]